# 増田宗昭

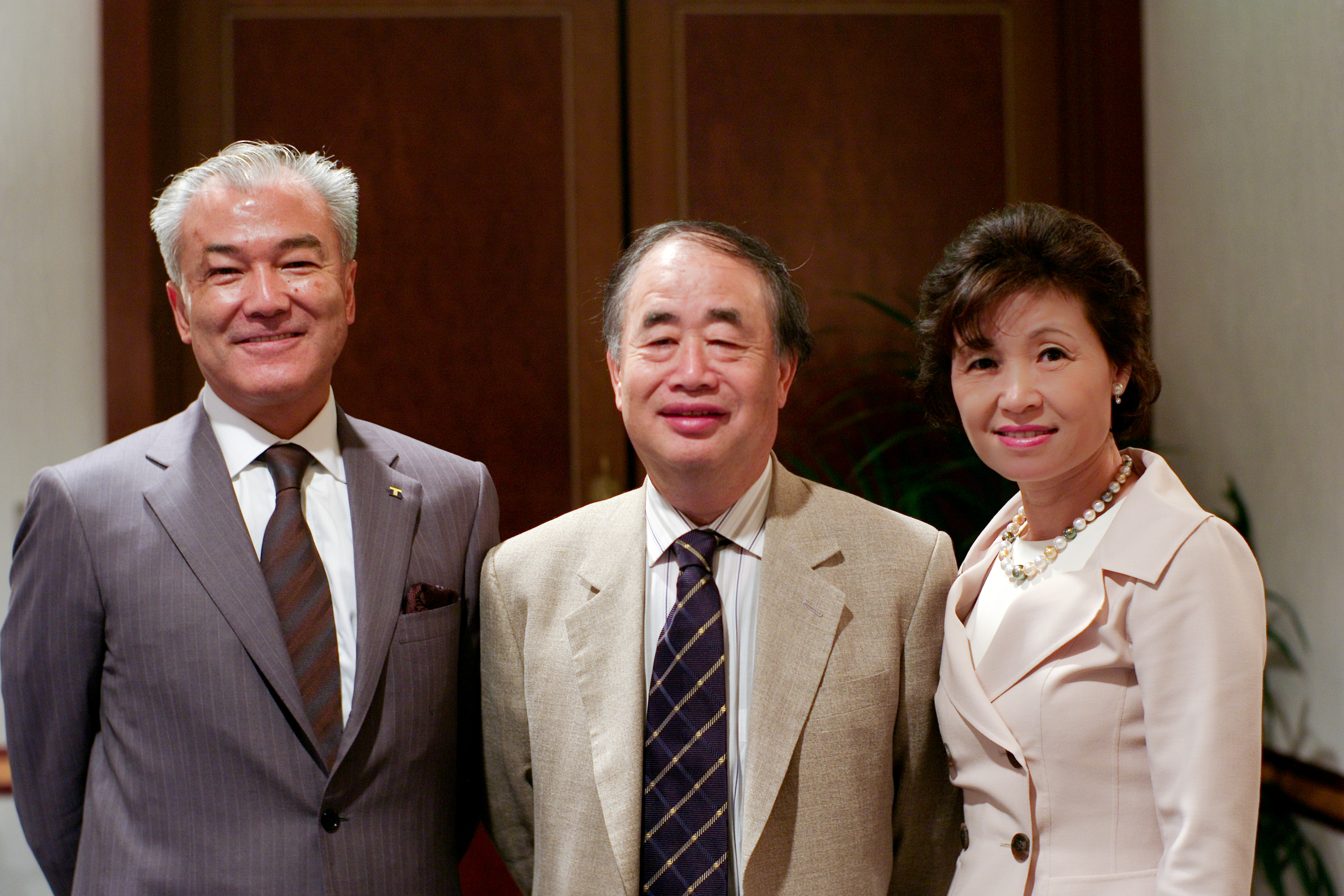
角川歴彦（中）、奥谷禮子（右）と（2009年（平成21年）6月19日、東京都にて）

増田 宗昭（ますだ むねあき、1951年（昭和26年）1月20日 - ）は、日本の実業家、カルチュア・コンビニエンス・クラブ株式会社の創業者、代表取締役会長・最高経営責任者（CEO）。
2015年の増田の資産は9億1,000万ドル相当で日本で39番目に多かった。2017年フォーブス日本長者番付48位、資産7億8,000万ドル。

## 経歴
大阪府枚方市生まれ。同志社香里高等学校を経て、同志社大学経済学部に進学し、在学中ファッションデザイン関係の仕事をしようと洋裁学校にも通う。しかし天才肌のデザイナー・高田賢三や三宅一生の登場で考え直し、大学卒業後1973年4月、ファッションメーカーである株式会社鈴屋に入社。軽井沢ベルコモンズの開発の他、店長・販促ディレクターなどを歴任した。
- 1983年2月に同社を退社し[1]、「TSUTAYA」の前身「蔦屋書店」を3月24日に枚方市で創業する[1]。
- 1985年（昭和60年）、カルチュア・コンビニエンス・クラブ株式会社を設立と同時に代表取締役社長就任。
- 1995年9月、米国のディレク・ティービー・インターナショナル社らとディレク･ティービー･ジャパン株式会社を設立、代表取締役社長に就任[1]。
- 2000年6月、セガ・エンタープライゼス社外取締役に就任[9]。
- 2003年3月、楽天株式会社取締役に就任[1]、5月株式会社ローソン取締役に就任[1]。
- 2005年6月、日本出版販売株式会社 取締役に就任[1]
- 2006年6月、角川グループホールディングス取締役に就任[1]。
- 2010年6月、株式会社アミューズ社外取締役に就任。
- 2011年3月、株式会社アマナホールディングス（現・株式会社アマナ）社外取締役に就任。
- 2023年10月、SUITS OF THE YEAR 2023「ビジネス部門」を受賞[10]。

## 私生活
大阪在住。結婚しており子が2人いる（長男宗禄はCCCの監査役を務めた）。
趣味はクルマ やゴルフ。また、長野県軽井沢町に別荘があり、軽井沢に別荘を所有する各界著名人を中心として、各地のまちづくりに貢献することを目的に設立された団体『国際文化都市整備機構（FIACS）』の副理事長を務めている（会長に鳩山由紀夫、理事長に水野誠一）。

## 書籍

### 著書
- 『情報楽園会社 TSUTAYAの創業とディレクTVの起業』（1996年3月31日、徳間書店）ISBN 4198604487
- 『デジタルシティ―渋谷「QFRONT」プロジェクトへの思索』（共著者:浜野安宏）（1998年1月29日、ダイヤモンド社）ISBN 4478311552
- 『[はじめて語られる企画の「虎の巻」』（2010年3月25日、毎日新聞社）ISBN 9784620319827
- 『情報楽園会社 TSUTAYAの創業とディレクTVの失敗から学んだこと』（2010年5月1日、復刊ドットコム）ISBN 9784835444239
- 『代官山 オトナTSUTAYA計画』（2011年5月1日、復刊ドットコム）ISBN 9784835444246
- 『知的資本論 すべての企業がデザイナー集団になる未来』（2014年10月1日、CCCメディアハウス）ISBN 4484142295
- 『増田のブログ CCCの社長が、社員だけに語った言葉』（2017年3月1日、CCCメディアハウス）ISBN 4484172100

### 関連書籍
- 『TSUTAYAの謎 増田宗昭に川島蓉子が訊く』（著者:川島蓉子）（2015年4月1日、日経BPマーケティング）ISBN 9784822250881

## 出演番組
- 日経スペシャル カンブリア宮殿 モノを売る会社でもレンタルする会社でもない！ 俺たちは「客を喜ばす」世界一の"企画"集団だ！（2011年12月22日、テレビ東京）[14]
- 『プロフェッショナル 仕事の流儀』（2015年10月19日）[15]